# Esenbeckia hartmanii
Esenbeckia hartmanii là một loài thực vật có hoa trong họ Cửu lý hương. Loài này được B.L.Rob. & Fernald mô tả khoa học đầu tiên năm 1895.